# Neddylierung
Die Neddylierung (in Pflanzen und Hefen synonym Related to Ubiquitin, RUB) ist eine posttranslationale Modifikation von Proteinen.

## Eigenschaften
Die Neddylierung erfolgt durch Modifikation eines Proteins mit Nedd8 (englisch neural-precursor-cell-expressed developmentally down-regulated 8 ‚neurale Vorläuferzelle-exprimiert und in der Entwicklung herunterreguliert‘, 76 Aminosäuren), analog zur Ubiquitinierung. Die Neddylierung erfolgt über eine Isopeptidbindung an der Carboxygruppe des C-terminalen Glycins von Nedd8 an die ε-Aminogruppe eines Lysins im Zielprotein. MLN4924 ist ein Inhibitor der Neddylierung.
Die Neddylierung ist an verschiedenen zellulären Vorgängen beteiligt, z. B. an der Regulation des Ubiquitin-Proteasom-Systems, an der Transkription und an Zellkontakten.
Eine fehlerhafte Neddylierung ist unter anderem an Krebs, neurodegenerativen Erkrankungen und Herzerkrankungen beteiligt.